# 日産グリーンエナジーファームイン大分
日産グリーンエナジーファームイン大分（にっさんグリーンエナジーファームインおおいた、英：NISSAN Green Energy Farm in Oita）は、大分県大分市大字青崎にある大規模太陽光発電所（メガソーラー）。日揮株式会社が100%出資する日揮みらいソーラー株式会社が運営している。

## 概要
日産グリーンエナジーファームイン大分は、大分県大分市の別府湾岸に位置する大分臨海工業地帯の埋立地（6号地）に日産自動車が所有する遊休地35万m2を借り受けて建設された。
2012年9月に着工し、2013年4月30日に完成。発電した電力は20年間にわたり九州電力に売電される予定で、翌5月1日から売電を開始した。出力は26.5MWで、竣工時には日本の太陽光発電所で最大であった。ただし、同年11月1日には鹿児島県鹿児島市に出力70MWの鹿児島七ツ島メガソーラー発電所が発電を開始しており、2014年3月12日には当発電所の隣接地で出力82.02MWの大分ソーラーパワーが運転を開始している。
太陽電池モジュールには、シャープ 及びソーラーフロンティアのパネルを約114,000枚使用している。